# Czinke Ferenc (grafikus)
Czinke Ferenc (Nagyrozvágy, 1926. november 4. – Salgótarján, 2000. november 23.) Munkácsy Mihály-díjas magyar grafikus- és festőművész.

## Életútja, munkássága
Szülei: Czinke András és Pálóczi Erzsébet. Nagyrozvágy-Meszesketanyán született, elemi iskoláit a tanyavilágban végezte, közép- és felsőfokú tanulmányokat Sárospatakon folytatott, a pataki Tanítóképzőben 1947-ben diplomázott. 1961-1964 közt a Derkovits Gyula képzőművészeti ösztöndíj segítségével rajztanári diplomát szerzett a Képzőművészeti Főiskolán és tanulmányokat folytatott az MLEE esztétikai tagozatán. A Képzőművészeti Főiskolán nagy hatással voltak rá mesterei, Szőnyi István[forrás?], Jakuba János és Marcall György.
1964-ben a Római Magyar Akadémia ösztöndíjával kijutott Olaszországba tanulmányútra, 1972-ben szintén több hónapot töltött Rómában, majd 1978-ban elnyerte az olasz kormány támogatását is. Ausztriában, Törökországban, Csehszlovákiában, Lengyelországban, a Szovjetunióban és Bulgáriában is járt tanulmányutakon. 1964-től Salgótarjánban élt, a helyi középiskolákban (Madách Imre Gimnázium, Bolyai János Gimnázium) tanított rajzot, a Bolyai Gimnáziumban iskolagalériát létesített, Derkovits Gyula Iskolagaléria néven. Életének utolsó két évtizedében csak a művészettel foglalkozott, köztéri alkotásokra is kapott megrendeléseket (mozaikok, seccók, muráliák), jelentős Városköszöntő térplasztikája, amelyet 1983-ban készített Salgótarjánnak; I. és II. világháborús bronzból készült emlékművét Pácin állították fel 1992-ben.
Munkáiban a népművészet szellemi és formai világából is merített ihletet, főleg sokszorosított grafikai lapokat, rézkarcokat, litográfiákat, fametszeteket, kollázsokat, zománcképeket, később komputer-grafikákat készített. Jelentős sorozatai:
- Radnóti eclogák,
- Szlovák táncok,
- Koskirály,
- Rekviem a vizekért,
- Édesanyám ikonja,
- Tihanyi szonáták,
- Sajkodi esték,
- Bukott angyal,
- Káin és Ábel,
- Medvetánc,
- Józsefet eladják testvérei,
- Veritas theatri.

A Magyar Nemzeti Galéria és a salgótarjáni Nógrádi Sándor Múzeum őrzi alkotásait. Még életében Galériát nyitottak művei számára a pácini Magóchy kastélyban.

## Emlékezete
2013. május 4. és 2013. december 31. közt Czinke Ferenc tiszteletére mintegy 40 grafikájából rendeztek emlékkiállítást a Pácini Faluházban.

## Társasági tagság (válogatás)
- Magyar Képzőművészek és Iparművészek Szövetségének tagja (ezen belül a Nógrád megyei csoportnak közel negyven éven át volt titkára);
- Magyar Alkotóművészek Országos Egyesülete (MAOE) tagja;
- Az UNESCO Nemzetközi Képzőművészeti Szövetségének, IAA, AIAP (Párizs) tagja.

## Díjak, elismerések (válogatás)
- 1957 • Az Oktatásügy Kiváló Dolgozója
- 1961-1964 • Derkovits Gyula képzőművészeti ösztöndíj
- 1965 • SZOT-díj
- 1968 • Munkácsy Mihály-díj
- 1975 • Érdemes művész
- 1986 • Nógrád Megyei Pedagógiai díj
- 1988 • Kiváló művész
- Salgótarján város és Pácin község díszpolgára.